# مخفیانه (فیلم ۱۹۵۶)
مخفیانه (به هندی: Chori Chori) فیلمی محصول سال ۱۹۵۶ و به کارگردانی آنانت تاکور است. در این فیلم بازیگرانی همچون راج کاپور، نرگس دات، پران ایفای نقش کرده‌اند.